# 遠坂あさぎ
遠坂 あさぎ（とおさか あさぎ、2月5日 - ）は、日本のイラストレーター。女性。東京都出身。
『聖剣学院の魔剣使い』、『豚のレバーは加熱しろ』、『女神の勇者を倒すゲスな方法』など、ライトノベルのイラストを中心に活動している。2018年にはイラストを担当した『ガーリー・エアフォース』がアニメ化された。
ライトノベルの挿絵デビューは『絶対調和☆御裏崎ちゃんっ』で2013年9月25日。
ソフトはPhotoshopCS6、CLIP STUDIO PAINTを使用している。

## 作品リスト

### 挿絵
- 『絶対調和☆御裏崎ちゃんっ』（リタ・ジェイ／MF文庫J）
- 『ガーリー・エアフォース』（夏海公司／電撃文庫）
- 『名探偵×不良×リア充×痴女×決闘者 犯人は誰だ!?』（天地優雅／角川スニーカー文庫）
- 『転生従者の悪政改革録』（語部マサユキ／角川スニーカー文庫）
- 『女神の勇者を倒すゲスな方法』（笹木さくま／ファミ通文庫）
- 『僕は君に爆弾を仕掛けたい。』（高木敦史／角川スニーカー文庫）
- 『好感度が見えるようになったんだが、ヒロインがカンストしている件』（小牧亮介／角川スニーカー文庫）
- 『聖剣学院の魔剣使い』（志瑞祐／MF文庫J）
- 『レベル0の魔王様、異世界で冒険者を始めます』（瑞智士記／GA文庫）
- 『豚のレバーは加熱しろ』（逆井卓馬／電撃文庫）
- 『古き掟の魔法騎士』（羊太郎／富士見ファンタジア文庫）
- 『よって、初恋は証明された。 -デルタとガンマの理学部ノート1-』（逆井卓馬／電撃文庫）

### オリジナル同人誌
- UTOPIA
- Various notes.
- UTOPIA〜Side Gold〜
- Various notes 02
- Various notes 03

### 一般同人誌
- V3 MEMORY
- うちのカルデラメモリアル
- SCHEIN
- Fantastic BOX
- えとせとら
- RESTRAIN
- Fluegel【フリューゲル】

### デザイン
- Ceres Fauna（ホロライブEN所属バーチャルYouTuber）
- 藍沢エマ（ぶいすぽっ!所属バーチャルYouTuber）
- 黒桐アリア（新モデル、バーチャルYouTuber）
- 獅子堂あかり（にじさんじ所属バーチャルYouTuber）
- 電ちゃん（電撃文庫応援メイドロイド）
- 黒燿リラ（Sony Music VEE[8]所属バーチャルYouTuber）
- 浅葱ライカ（あすらび[9]所属バーチャルYouTuber）

### ゲーム
- Fate/Grand Order（概念礼装-風雲仙姫、始まりの予感）[10]